# Principe de Huygens-Fresnel
Le principe de Huygens-Fresnel est une théorie ondulatoire (Fresnel disait vibratoire) de la lumière exposée par Augustin Fresnel dans son Mémoire sur la diffraction de la lumière soumis à l'Académie des Sciences de Paris en 1818. Dans ce mémoire, Fresnel a exploité les concepts exposés en 1690 par Christian Huygens dans son Traité de la lumière  (chaque point du front d'onde est source d'ondelettes sphériques secondaires) et les a complétés avec le principe des interférences pour expliquer les phénomènes de propagation, diffraction et d'interférences lumineuses. Le terme même de Principe d'Huygens-Fresnel a été introduit vers 1870 par Gustav Kirchoff et Robert Bunsen.

## Principe de Huygens
Huygens se décide en 1690 à publier son Traité de la lumière, écrit à Paris en 1678, avant son départ pour les Pays-Bas. Il adopte la théorie ondulatoire de la lumière proposée par Ignace-Gaston Pardies en France en opposition à la théorie d'Isaac Newton pour qui la lumière était formée de particules projetées par les corps incandescents.
Pour Huygens, la lumière se propage dans un milieu subtil qu'il nomme éther, milieu composé de particules rigides élastiques qui imprègne l'espace vide aussi bien que rempli d'air, de liquide ou de matière solide. La lumière a une vitesse très élevée mais finie. Ses démonstrations reposent sur la comparaison des temps de propagation avant et après que le faisceau lumineux ait frappé la surface de la matière réfléchissante ou transparente.

### Propagation sphérique des ondes lumineuses
À la question « Comment la lumière se forme-t-elle, comment se propage-t-elle ? », Huygens répond :
« Ce ne saurait être par le transport d'une matière qui, depuis cet objet s'en vient jusqu'à nous ainsi qu'une balle ou une flèche traverse l'air [...] Or il n'y a point de doute que la lumière en parvienne aussi depuis le corps lumineux jusqu'à nous par quelque mouvement imprimé à la matière qui est entre deux. [...] Il s'en suivra que ce mouvement imprimé à la matière est successif et que, par conséquent, il  s'étend, ainsi que celui du son, par des surfaces et des ondes sphériques; car je les appelles ondes, à la ressemblance de celles que l'on voit se former dans l'eau quand on y jette une pierre... »
« Il faut considérer encore plus particulièrement l'origine de ces ondes et la manière dont elles s'étendent... Chaque petit endroit d'un corps lumineux, comme le Soleil, une chandelle, ou un charbon ardent, engendre ses ondes, dont cet endroit est le centre. »

### Ondelettes secondaires
« Il y a encore à considérer dans l'émanation de ces ondes, que chaque particule de la matière dans laquelle une onde s'étend, ne doit pas communiquer son mouvement seulement à la particule prochaine, qui est dans la ligne droite tirée du point lumineux, mais qu'elle en donne nécessairement à toutes les autres qui la touchent et qui s'opposent à son mouvement. De sorte qu'il faut, qu'autour de chaque particule, il se fasse une onde dont cette particule soit le centre. [...] On verra dans la suite que toutes les propriétés de la lumière, et tout ce qui appartient à sa réflexion et à la réfraction, s'explique principalement par ce moyen. »

Fig.1-Propagation des ondes lumineuses selon Christian Huygens

L'ensemble des ondelettes issues de chaque point d'un front d'onde BG forme donc un nouveau front d'onde CE.

## Mémoire de Fresnel
Fresnel écrit, dans son manuscrit de 1818, que les mouvements communiqués aux molécules d'éther « sont tous dirigés dans le même sens, perpendiculairement à la surface sphérique » , c'est-à-dire dans le sens de la propagation, comme c'est le cas pour les ondes sonores. Cependant, en 1819, au moment de l'impression du mémoire, il ajoute en note : « je me suis convaincu, depuis la rédaction de ce Mémoire, que les vibrations lumineuses s'exécutent perpendiculairement aux rayons ou parallèlement à la surface de l'onde. » Les ondes lumineuses sont en effet transversales, perpendiculaires à la direction de propagation.

### Vecteurs de Fresnel - Principe des interférences
La conception ondulatoire de la lumière promue par Huygens a été supplantée par la théorie de l'émission, ou théorie balistique, de Newton dont l'autorité a prévalu jusqu'au début du XIXe siècle. Cependant, Léonhard Euler, au XVIIIe siècle, avait affirmé explicitement que les ondulations lumineuses sont périodiques comme les vibrations sonores et que la cause des différences de coloration est au fond la même que la cause des différentes tonalités. En 1801, un médecin anglais, Thomas Young, réinterprète, avec la théorie ondulatoire de Huygens, les expériences menées par Newton sur des lames minces. Il pose que, si la lumière est une onde, elle a une fréquence et une longueur d'onde mesurable par interférence. Il en déduit un tableau de correspondance entre les couleurs de la lumière et leurs longueurs d'onde.
En 1815, Fresnel, ignorant les travaux de Young, fait des expériences sur l'interférence des rayons lumineux et aboutit à des conclusions similaires. Il cherche alors l'expression mathématique qui permettrait de rendre compte de la superposition de deux ou de plusieurs ondes de même fréquence, issues de la même source ponctuelle et différant par la longueur du chemin parcouru pour arriver au point d'observation.
Fresnel pose l'équation du mouvement vibratoire en prenant en compte la longueur d'ondulation, c'est-à-dire la longueur d'onde, mais semble ignorer le terme de fréquence ({\displaystyle \nu }).
Il pose :
Tout en restant au plus proche de son expression, on pose :
Dans le cas de deux ondes concourantes, Fresnel pose ensuite que « l'onde résultant du concours des deux autres, quelles que soient leurs positions relatives, répond exactement, pour son intensité et pour sa situation, à la résultante de deux forces égales aux intensités des deux faisceaux lumineux, et faisant entre elles un angle qui soit à la circonférence entière comme l'intervalle qui sépare les deux systèmes d'ondes est à la longueur d'une ondulation ». Ce qui veut dire qu'il propose de représenter les deux faisceaux lumineux par des vecteurs ayant chacun son amplitude propre et qui forment entre eux un angle égal à {\displaystyle \alpha ={\frac {2\pi d}{\lambda }}}, {\displaystyle d} étant la différence de marche du rayon 2 par rapport au rayon 1. Cette méthode de superposition de signaux sinusoïdaux est, depuis lors, connue sous le nom de Diagramme de Fresnel ou Représentation de Fresnel, faisant intervenir des vecteurs de Fresnel.
Soit deux systèmes d'ondes de même fréquence :
On peut écrire {\displaystyle u_{2}} sous la forme :
La somme des deux systèmes d'ondes s'écrit :
En représentant les deux ondes par des vecteurs :
{\displaystyle a_{1}=\|{\overrightarrow {OM}}\|}
{\displaystyle a_{2}=\|{\overrightarrow {ON}}\|}
{\displaystyle A=\|{\overrightarrow {OP}}\|}
{\displaystyle \alpha ={\widehat {MON}}={\frac {2\pi d}{\lambda }}}
{\displaystyle \phi ={\widehat {MOP}}\,={\frac {2\pi D}{\lambda }}}

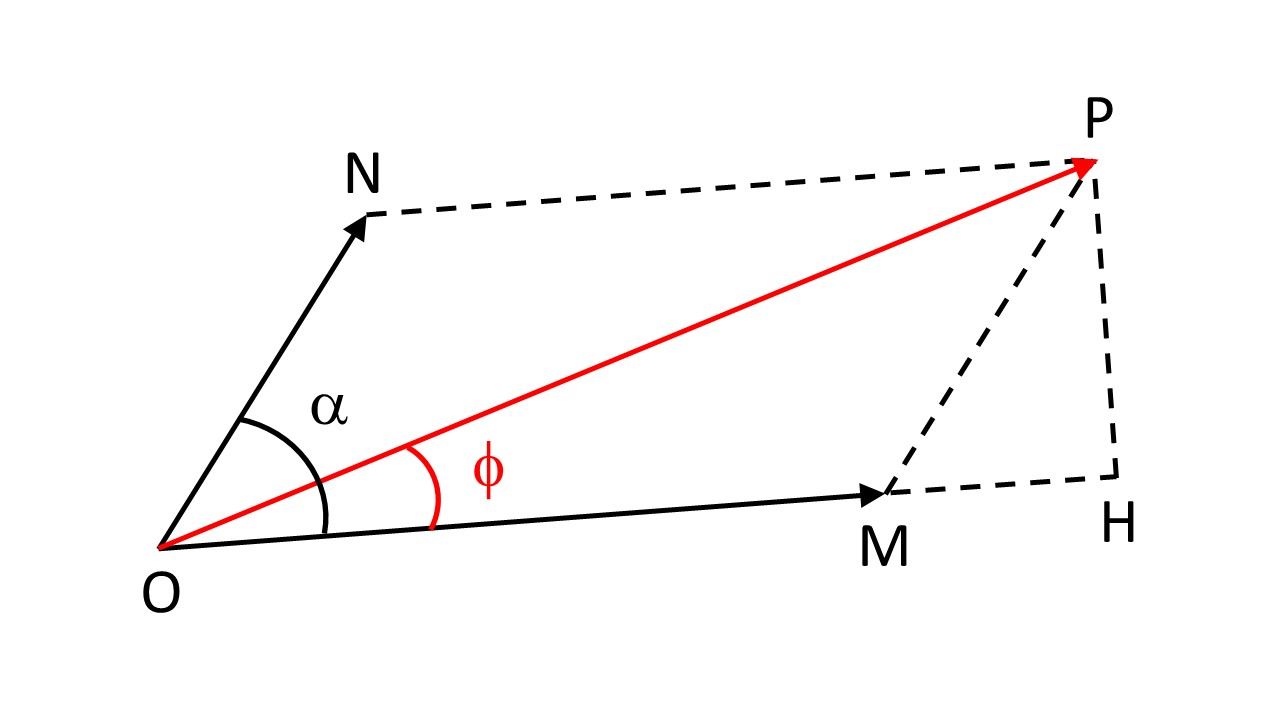
Fig.2-Interférence de deux ondes sinusoïdales représentées par des vecteurs

D représentant la différence de marche de l'onde résultante par rapport à l'onde de référence ({\displaystyle u_{1}}).
Et en posant :
{\displaystyle a_{1}+a_{2}\,\cos \alpha \,=\,OH\,=\,OP\,\cos \phi \,=\,A\,\cos \phi }
{\displaystyle a_{2}\,\sin \alpha \,=\,HP\,=\,OP\,\sin \phi \,=\,A\,\sin \phi }
On peut écrire l'équation de l'onde résultante :
On peut calculer l'amplitude de l'onde résultante :
Et son déphasage par rapport à l'onde de référence :
Fresnel conclut : « Il résulte de cette formule générale que l'intensité des vibrations de la lumière totale est égale à la somme de celles des deux faisceaux constituans dans le cas de l'accord parfait, à leur différence quand ils discordent complètement, et enfin à la racine carrée de la somme de leurs carrés lorsque leurs vibrations correspondantes sont à un quart d'ondulation les unes des autres. » C'est-à-dire que :
- quand {\displaystyle d\,=\,\lambda } ou, de façon équivalente, {\displaystyle \alpha \,=\,2\,\pi }, l'amplitude de l'onde résultante est : {\displaystyle A\,=\,a_{1}\,+\,a_{2}} et elle est en phase avec l'onde de référence.
- quand {\displaystyle d\,=\,{\frac {\lambda }{2}}} ou, de façon équivalente, {\displaystyle \alpha \,=\,\pi }, l'amplitude de l'onde résultante est : {\displaystyle A\,=\,|a_{1}\,-\,a_{2}|} et elle est soit en phase avec l'onde de référence si {\displaystyle a_{1}>a_{2}}, soit en opposition de phase si {\displaystyle a_{1}<a_{2}}.
- quand {\displaystyle d\,=\,{\frac {\lambda }{4}}} ou, de façon équivalente, {\displaystyle \alpha \,=\,{\frac {\pi }{2}}}, l'amplitude de l'onde résultante est : {\displaystyle A\,=\,{\sqrt {a_{1}^{2}\,+\,a_{2}^{2}}}} et son déphasage est donné par {\displaystyle \tan \phi \,=\,{\frac {a_{2}}{a_{1}}}}

### Zones de Fresnel - Application du principe de Huygens

Fig.3-Zones de Fresnel
Application du principe de Huygens à la diffraction

La résultante de deux ondes lumineuses peut être à nouveau superposée à une troisième onde et former une nouvelle onde résultante. On peut ainsi additionner un nombre quelconque de systèmes d'ondes lumineuses. « Je vais faire voir comment, à l'aide des formules d'interférence et du seul principe de Huygens, il est possible d'expliquer et même de calculer tous les phénomènes de la diffraction. Ce principe peut s'énoncer ainsi : Les vibrations d'une onde lumineuse dans chacun de ses points peuvent être regardées comme la somme des mouvements élémentaires qu'y enverraient au même instant, en agissant isolément, toutes les parties de cette onde considérée dans une quelconque de ses positions antérieures ».

Fig.4-Zones de Fresnel vues depuis l'axe de propagation de la lumière. Toutes les zones sont d'égale surface.

Dans son manuscrit soumis à l'Académie en 1818, Fresnel n'a étudié que les cas où la diffraction est provoquée par un objet rectiligne, soit un fil, soit le bord d'un écran, soit une fente. Lorsque Siméon Denis Poisson a examiné son travail, il a calculé le diagramme de diffraction que donnerait un petit écran circulaire et a trouvé qu'une tache lumineuse devrait exister au centre de l'ombre portée. Ce qui lui paraissait absurde. François Arago a fait l'expérience et a trouvé effectivement une tache lumineuse au centre de l'ombre, surnommée depuis « tache de Fresnel » ou « tache de Poisson ». Fresnel s'est alors intéressé à la diffraction par une ouverture ou un écran circulaire. Le résultat de son étude a été publié dans une note additionnelle à son travail originel. C'est dans cette note qu'il expose la démonstration qui suit, à l'aide des zones sphériques ou planes, désormais appelées zones de Fresnel.
Considérons le front d'onde AOB issu d'une source lumineuse ponctuelle S. D'après Huygens, chacun des points de cette surface sphérique est source de lumière diffractée dans toutes les directions. Pour étudier l'amplitude de l'onde lumineuse résultante des contributions des rayons diffractés au point P, Fresnel propose un schéma explicatif. Il représente le front d'onde incidente AOB, issue de la source ponctuelle S, et le divise en une calotte Z1 et une infinité de zones sphériques  Z2, Z3, ..., Zn  à l'aide de sphères centrées au point d'observation P et de rayons successifs égaux à  {\displaystyle b\,,\,b+{\frac {\lambda }{2}}\,,\,b+{\frac {2\lambda }{2}}\,,\,b+{\frac {3\lambda }{2}}\,,\,\dots \,,\,b+{\frac {n\lambda }{2}}}, avec {\displaystyle b=OP}, la distance du point d'observation au front de l'onde incidente.

Fig.5-Zones de Fresnel
Interférences

Il pose que la contribution de chaque zone au point P est proportionnelle à la surface {\displaystyle Z_{n}} de la zone et à un facteur d'inclinaison ou facteur d'obliquité K lié à l'angle (χ) que forment les rayons diffractés avec les rayons incidents. Ce que nous pouvons écrire :
On peut calculer que la calotte {\displaystyle Z_{1}} et les zones sphériques successives ont la même surface. D'autre part, comme elles sont très petites par rapport à la distance  OP, on peut considérer que deux ou trois zones contiguës ont le même facteur d'inclinaison. Il en résulte que l'ensemble des rayons diffractés par deux zones mitoyennes sont d'intensités égales. Mais, étant en opposition de phase, leur superposition en P conduit à leur annihilation (« leurs effets se détruisent mutuellement », écrit Fresnel). Considérons les rayons lumineux R1, R2 et R3 qui délimitent respectivement les zones Z1 et Z2, Z2 et Z3, Z3 et Z4. Les ondes lumineuses qui suivent le trajet du rayon R3 sont en retard d'une longueur d'onde sur celles qui suivent le rayon R1 : elles sont en phase. Par contre, les ondes qui suivent le trajet du rayon R2 sont décalées d'une demi longueur d'onde, en retard sur R1, en avance sur R3. Elles sont en opposition de phase avec les ondes qui suivent R1 et R3. Lorsque toutes les ondes émises par tous les points des zones Z2 et Z3 se superposent en P elles s'annihilent.
Ainsi un écran occultant percé d'une pupille circulaire centrée en O et dont le diamètre égale celui de la zone Z2, laissera passer les rayons issus des zones Z1 et Z2. La superposition des ondes lumineuses de ces deux zones en opposition de phase provoquera une extinction complète au point P. En agrandissant progressivement le diamètre de la pupille, on démasquera successivement les zones Z4, Z5, etc. et on observera une alternance d'ombre et de lumière au point P.

### Contribution des zones sphériques successives
Fresnel considère que, pour rester pleinement en accord avec les expériences, il faut raisonner en termes de demi-zones, c'est-à-dire les zones définies par des rayons diffractés dont les longueurs diffèrent d'un quart de longueur d'onde. 
« Toutes les petites ondes envoyées en P par les éléments de chacun de ces arcs seront en discordance complète avec les ondes élémentaires qui émanent des parties correspondantes des deux arcs entre lesquels il est compris; en sorte que, si  tous ces arcs étaient égaux, les rayons qu'ils envoient en P se détruiraient mutuellement, à l'exception de l'arc extrême [Z1], dont les rayons conserveraient la moitié de leur intensité. »
En résumé, les rayons lumineux dont les amplitudes s'annihilent en se superposant appartiennent à 3 zones consécutives : une zone et les deux demi-zones qui l'encadrent. Si l'on définit dUn comme la contribution de la zone Zn à l'amplitude au point P, on a :
De cette façon, la somme des amplitudes résultant de la superposition des ondes au point P provenant de n zones de Fresnel est :
Tous les termes entre crochets sont nuls puisqu'ils correspondent à la somme de vibrations sinusoïdales de même fréquence sur une période ou sur une longueur d'onde. La somme des amplitudes résultantes revient donc à : 
Dans le cas où un écran occultant muni d'une pupille circulaire centrée en O, est introduit perpendiculairement à l'axe SOP, le nombre de zones de Fresnel contributives à l'éclairement en P sera limité. L'amplitude résultante en P va dépendre de la parité du nombre de zones à travers lesquelles la lumière pourra diffracter. 
- Si le nombre de zones est pair, la n-ième zone va être en opposition de phase avec la zone Z1. Sa contribution se soustraira à celle de la zone Z1.

- Si le nombre de zones est impair, la n-ième zone sera en phase avec la zone Z1. Sa contribution s'ajoutera à celle de la zone Z1.

La contribution de la n-ième zone, positive ou négative, variera comme {\displaystyle cos\chi _{n}}, le cosinus de l'angle que forment rayons diffractés par rapport aux rayons incidents sur la zone Zn.

### Propagation de la lumière en ligne droite
Si tous les rayons diffractés de l'onde sphérique en direction de P parviennent en P sans rencontrer d'obstacle, la dernière contribution à l'amplitude en P sera issue d'une zone pour laquelle l'angle {\displaystyle \chi } est égal à {\displaystyle {\frac {\pi }{2}}} (les derniers rayons seront tangents à la surface d'onde) et sera donc nulle. La lumière en P viendra donc exclusivement de la demie zone aOb au centre de la calotte sphérique Z1 (limitée par les rayons rouges sur la figure 3). 
Ce qui revient à prouver que la lumière se propage effectivement en ligne droite selon l'axe SOP. On peut désormais répondre à l'interrogation de Huygens :
« Je m'étonne ... que personne ait encore expliqué probablement [de façon probante] ces premiers et notables phénomènes de la lumière, savoir pourquoi elle ne s'étend [elle ne se propage] que suivant des lignes droites et comment les rayons visuels, venant d'une infinité de divers endroits se croisent sans s'empêcher en rien les uns les autres. »
Contrairement à ce que supposait Huygens, la lumière se propage en ligne droite, non pas parce que les rayons venant d'une infinité d'endroits se croisent sans s'empêcher, mais bien parce que, sur l'écran ou l'oculaire au point d'observation, ils s'empêchent fortement : tous les rayons interfèrent et s'annihilent à l'exception de ceux qui se propagent en ligne droite entre la source et le point d'observation. Ce qui n'empêche pas de souligner la validité de la remarque : il est exact que, en dehors du point d'observation où la propagation de la lumière est interrompue par la mesure, les rayons venant d'une infinité d'endroits se croisent sans s'empêcher. Les ondes lumineuses de différentes couleurs et de différentes provenances se superposent dans l'espace.
Fresnel a aussi fait les mêmes observations, dans presque les mêmes termes que Huygens, dans son premier Mémoire sur la diffraction (1815) :
« Nous avons vu, par l'analyse de la diffraction,  que les rayons lumineux qui se croisent sous un petit angle se gênent et s'affaiblissent mutuellement dans le point d'intersection lorsque leurs vibrations ne s'accordent pas [...] Il faut admettre encore dans cette théorie que les rayons, qui ont été obscurcis par la rencontre de vibrations discordantes, redeviennent lumineux ensuite dans la partie du trajet où les ondulations sont d'accord, et qu'ainsi ils peuvent reprendre leur éclat après l'avoir perdu. Les ondulations, en se croisant, se modifient sans doute au point d'intersection, mais leur mouvement réglé et leur forme circulaire se rétablissent ensuite. C'est de ce principe que j'ai tiré les formules dont je me suis servi et que l'expérience a confirmé. »
Serge Haroche souligne la fécondité des observations et des intuitions de Huygens et de Fresnel.
« Huygens a eu l'intuition [de la superposition] quand il remarqua que plusieurs ondes peuvent se propager dans un milieu sans se perturber, en ajoutant leurs effets sur l'éther qui pouvait répondre indépendamment à des sollicitations venant de sources lumineuses différentes. Huygens nota que les rayons lumineux provenant de sources diverses se croisaient dans l'espace sans  entrer en collision entre eux, contrairement à ce que feraient des particules matérielles. Deux observateurs peuvent voir des objets différents même si les trajectoires des rayons lumineux formant les images de ces objets se chevauchent. Ce que voit l'un n'est en rien perturbé par ce que voit l'autre. Ce principe de superposition se généralisera bien plus tard à la physique quantique, avec des conséquences étranges. »

## Intégration des zones de Fresnel
Considérons le front sphérique S d'une onde lumineuse monochromatique de rayon a émanant de la source ponctuelle P0. Soit P le point d'observation où l'on veut déterminer la perturbation lumineuse. La contribution de l'élément de surface dS au voisinage du point Q du front d'onde sera :
En posant :
- {\displaystyle A\,=\,U_{0}\,e^{-i\omega \,t}}

Fig.6-Zones (bleues) et demi-zones (rouges) de Fresnel et trajet des rayons lumineux

- P0O=SQ=a, rayon du front sphérique
- OP=b, plus courte distance du point d'observation P au front d'onde
- PQ=r, distance du point d'observation P au point Q et à l'élément de surface d'onde dS considéré
- K(χ)= facteur d'inclinaison de l'élément de surface dS, χ étant l'angle entre le rayon incident P0Q et le rayon diffracté QP.

Suivant Fresnel, on considère que 
- K est maximal pour χ=0, c'est-à-dire pour le rayon direct P0P passant par la zone Z1, qu'il décroît rapidement quand χ augmente et qu'il s'annule quand QP est tangent au front d'onde {\displaystyle (\chi ={\frac {\pi }{2}})}.
- K a la même valeur Kj pour tous les points de la même zone Zj.
- a et b, et donc r, sont très grands par rapport à la longueur d'onde.

Dans ces conditions, la perturbation au point P est donnée par l'intégrale sur toute la surface du front d'onde :
Considérant la symétrie cylindrique du système autour de l'axe P0P, dS peut être défini comme une zone sphérique élémentaire de largeur {\displaystyle a\,d\theta } et de rayon {\displaystyle HQ\,=\,a\,\sin \theta } :
D'autre part la longueur r=QP peut être calculée en fonction de l'angle {\displaystyle \theta } par le théorème d'Al-Kachi :
En dérivant par rapport à {\displaystyle \theta } :
D'où l'on peut extraire la valeur de {\displaystyle \sin \theta \,d\theta } et la reporter dans l'expression de dS :
La perturbation au point P est donnée par :
En intégrant sur une zone Zj de Fresnel comprise entre les rayons de longueur {\displaystyle r\,=\,b+{\frac {(j-1)\lambda }{2}}} et {\displaystyle r\,=\,b+{\frac {j\lambda }{2}}} :
Sachant que le vecteur d'onde {\displaystyle k\,=\,{\frac {2\pi }{\lambda }}} :
Sachant que {\displaystyle e^{ij\pi }\,=\,(-1)^{j}} et que {\displaystyle e^{-i\pi }\,=\,-1} : 
La somme des contributions de toutes les zones peut s'écrire :
Fresnel a montré que la suite des coefficients K pouvait s'écrire :
La perturbation résultante au point P peut donc s'écrire :
Ce qui peut s'écrire en fonction de la dernière expression de {\displaystyle U_{j}(P)} :
Si, pour la dernière zone qui peut être vue de P, QP est tangente au front d'onde, soit pour {\displaystyle \chi \,=\,{\frac {\pi }{2}}}, {\displaystyle K_{n}\,=\,0} :
Ce qui montre que la perturbation totale à P est égale à la moitié de la perturbation due à la première zone {\displaystyle Z_{1}}.
La position du front d'onde considéré est arbitraire. Si on considère que le front d'onde est en P au lieu d'être en O, l'équation de la perturbation en P s'écrit également :
On s'écarte des conditions limitatives posées: {\displaystyle a\,ou\,b\,>>\,\lambda }, mais essayons de voir la conséquence de l'égalité :
C'est-à-dire que :
Le facteur {\displaystyle e^{-{\frac {i\pi }{2}}}} indique que la résultante des ondelettes secondaires oscille un quart de période en retard sur l'onde primaire, ce qui correspondrait au rayon EP que Fresnel appelle le rayon efficace. La signification du coefficient {\displaystyle {\frac {1}{\lambda }}} est plus difficile à justifier.

## Tache de Poisson

### Pupille circulaire
Que se passe-t-il quand certaines zones sont masquées par un écran plan muni d'une ouverture circulaire (pupille) et placé perpendiculairement à l'axe P0P de telle sorte que le centre en l'ouverture soit en O ? La perturbation en P va résulter de la superposition des ondelettes issues des zones non masquées.
Quand la surface de la pupille est égale à la moitié de la zone Z1, l'intensité de la lumière en P est la même que s'il n'y avait pas d'écran.
Quand la surface de la pupille est égale à celle de la zone Z1, l'amplitude de la perturbation est double de celle de la situation précédente. L'intensité lumineuse est multipliée par quatre. Elle est donc plus grande que s'il n'y avait pas d'écran.
Quand la pupille est encore agrandie et découvre la zone Z2, l'intensité lumineuse décroit jusqu'à l'obscurité complète, les facteurs d'inclinaison K1 et K2 étant pratiquement égaux et les ondes en opposition de phase.
Quand la zone Z3 est découverte, l'intensité lumineuse croit à nouveau. Quand Z4 est découverte, l'intensité lumineuse décroit, etc. 
Des alternances semblables de croissance et décroissance de l'intensité sont observées quand on fait varier la position de l'écran ou du point d'observation sur l'axe P0P.
Les expériences confirment la validité de la théorie de Fresnel.

### Petit écran circulaire
Fresnel a déposé le manuscrit de son étude en 1818 pour répondre au concours ouvert par l'Académie des sciences sur la diffraction de la lumière. Siméon Denis Poisson, un des académiciens désignés comme examinateur, s'est posé la question suivante : Que se passe-t-il quand, au lieu de placer un écran percé d'un trou sur le trajet optique direct, on place un petit disque opaque ?

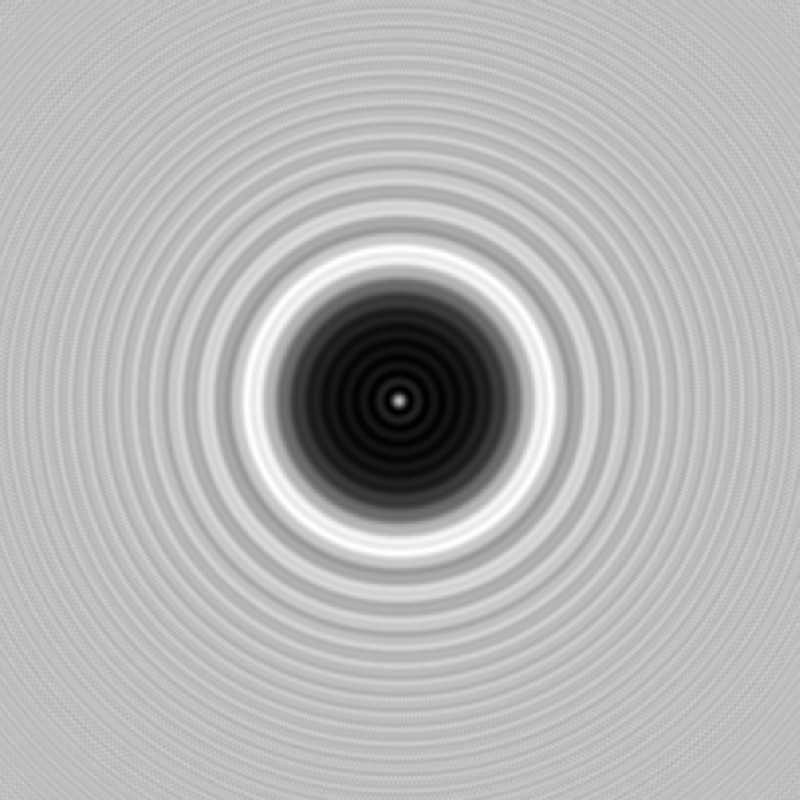
Fig.7-Tache de Poisson

La perturbation résultante en P devrait encore résulter de la superposition des ondelettes issues des zones non masquées.
Quand le disque est de la taille de la zone Z1, l'amplitude complexe en P est:
et, par un raisonnement similaire au précédent, la somme de la série est :
Il s'ensuit qu'il doit apparaître un point lumineux au centre de l'ombre géométrique du disque. C'est la conclusion logique qu'a tiré Poisson des équations de Fresnel. Ce qui, pour lui, était une démonstration de l'absurdité de sa démarche. 
Mais François Arago, un autre académicien qui avait poussé Fresnel à concourir au prix de l'Académie, a fait l'expérience suggérée par Poisson. Et il a trouvé que, effectivement, de la lumière apparaissait au centre de l'ombre du disque. Cette expérience d'Arago, confirmant la théorie de Fresnel a fait forte impression sur les académiciens qui, pour la plupart, étaient des partisans de la théorie balistique de la lumière introduite par Descartes et Newton. Elle a été décisive pour faire prévaloir définitivement la théorie ondulatoire de la lumière sur la théorie corpusculaire qu'Albert Einstein réintroduira en 1905 avec les quanta de lumière, établissant que la nature de la lumière est à la fois ondulatoire et corpusculaire.

## Intégrale de Fresnel-Kirchhoff
En 1883, soixante-cinq ans après que Fresnel ait exposé sa théorie ondulatoire de la lumière, le physicien allemand Gustav Kirchhoff a reformulé la loi de propagation de la lumière au voisinage d'un écran diffractant en tenant compte de la nature électromagnétique de la lumière découverte par James Clerk Maxwell et du progrès des mathématiques au cours du XIXe siècle :
La surface S est ici la surface de l'ouverture pratiquée dans un écran opaque placé entre la source et le point d'observation P. Les conditions de validité de la formule sont les mêmes que celles de Fresnel : {\displaystyle a\,et\,b>>\,\lambda }. Cette équation est équivalente à celle de Fresnel mais elle précise la valeur du facteur d'inclinaison K :

### Pupille circulaire dans un écran opaque
Si le système est celui de la figure 5, c'est-à-dire si la pupille circulaire est située perpendiculairement et centrée sur l'axe P0P, on peut dessiner des zones sur la surface d'onde au niveau de la pupille. Dans ce cas, la valeur de K(0) pour la zone centrale Z1 :
On retrouve bien la valeur obtenue avec l'équation de Fresnel.
Par contre, la valeur de K pour {\displaystyle \chi \,=\,{\frac {\pi }{2}}} n'est pas nulle. Mais cette situation est contraire aux conditions de validité de la formule de Kirchhoff : {\displaystyle a\,et\,b>>\,\lambda } et des dimensions de l'ouverture petites devant a et b. Dans ces conditions, il n'y a aucune situation où l'on puisse rencontrer {\displaystyle \chi \,=\,{\frac {\pi }{2}}}.

### Cas général
L'ouverture dans l'écran opaque est de forme quelconque et n'est pas nécessairement placée sur l'axe P0P. a et b désignent respectivement la distance de la source P0 au point Q de l'ouverture et la distance du point Q au point d'observation P.
La reformulation par Kirchhoff de l'intégrale de Fresnel est utilisée dans une large gamme de situations, soit pour donner l'expression analytique de la propagation de la lumière, soit pour la modéliser numériquement.